# Samuel Johnson (politiker)
Samuel Johnson, född 8 juni 1820 i Bäckseda församling, Jönköpings län, död 6 juli 1902 i Vetlanda församling, Jönköpings län, var en svensk hemmansägare och riksdagsman.
Johnsson var hemmansägare i Vetlanda. Han företrädde bondeståndet i Östra härad, Jönköpings län vid ståndsriksdagen 1865–1866 och var 1870–1887 ledamot av riksdagens andra kammare, invald i Östra härads domsagas valkrets.